# Java Composite Application Platform Suite
| QS-Informatik | Dieser Artikel wurde wegen inhaltlicher Mängel auf der Qualitätssicherungsseite der Redaktion Informatik eingetragen. Dies geschieht, um die Qualität der Artikel aus dem Themengebiet Informatik auf ein akzeptables Niveau zu bringen. Hilf mit, die inhaltlichen Mängel dieses Artikels zu beseitigen, und beteilige dich an der Diskussion! (+) Begründung: Möchte gerne ein Artikel werden. --Kuebi [∩ · Δ] 17:26, 1. Apr. 2011 (CEST) |

Java Composite Application Platform Suite (JCAPS) ist ein erweiterbarer, standardisierter Enterprise Service Bus von Oracle. Mit JCAPS können bestehende Anwendungen integriert und neue Dienste im Sinne einer serviceorientierten Architektur bereitgestellt werden. Die Plattform ist Java EE-konform und bietet Anwendungsintegration, Business-to-Business-Integration, Prozessmanagement – auch mit teilweise manuellen Arbeitsabläufen, ein Unternehmensportal, ETL-Prozesse und Geschäftsprozessüberwachung.

## Geschichte
Ursprünglich wurde Java CAPS von Software Technologies Corporation entwickelt, welche später zur SeeBeyond Technology Corporation wurde. Das Produkt wurde unter dem Namen DataGate verkauft. In den späten 1990er Jahren wurde es mit einer neuen verteilten Architektur unter dem Namen eGate vertrieben. Für die Transformation der Nachrichten wurde der LISP-Dialekt Monk verwendet.
eGate 4.5 erschien 2001 mit verbesserter Unterstützung für Java und insbesondere für Java Message Service.
Eine neue auf J2EE (später Java EE) basierende Architektur wurde 2003 mit Version 5.0 vorgestellt. Die IDE basierte auf NetBeans. Das Produkt wurde erneut umbenannt zu Integrated Composite Application Network Suite (ICAN). Mit dem Table Runtime Environment (TRE) konnten eGate 5.0 Anwendungen wie Enterprise Manager auch aus DataGate 3.6 genutzt werden.

### Java CAPS 5.1
2005 wurde SeeBeyond von Sun Microsystems aufgekauft. Der Name des Produkts wurde erneut geändert zu Sun Java Composite Application Platform Suite (Java CAPS).
Die Hauptfunktion, das Integrieren von Anwendungen, wird vom eGate Integrator abgedeckt. Weitere Produkte der Suite beinhalten eInsight Business Process Manager, eVision Studio, ePortal Composer, eTL Integrator, eXchange Integrator, eView Studio, eIndex Global Identifier Composite Application, und eBAM Studio.
Eine weitere, wesentliche Funktion von Java CAPS sind seine „eWays“ genannten Adapter. Diese Adapter sind JCA-konform und erlauben es der Suite, mit externen Applikationen zu kommunizieren.
Das Produkt umfasst Adapter, Programmbibliotheken, und eine IDE für das Schreiben, Testen und Überwachen von Geschäftsprozessen. Die wichtigsten Komponenten sind:
- Repository: Eine Versionsverwaltung für gemeinsame Projekte mit Versionsgeschichte und Datei-Sperr-Funktion.
- Enterprise Designer: Eine IDE zum Durchsuchen der Repository und zum Erstellen von Geschäftsprozessen. Geschäftsprozesse werden mit BPEL definiert. BPEL ist nicht auf Web-Services limitiert, sondern beschreibt die Ausführung von Aktivitäten, Eingaben und Ausgaben, und mögliche Ausnahmen im Nachrichtenfluss.[5]
- Logical Host: Die mit dem Enterprise Designer erstellten Applikationen werden auf dem Host installiert und ausgeführt. Der Logical Host basiert auf Sun Java System Application Server 9.
- Enterprise Manager: Ein Web-Portal um den Informationsfluss durch die BPEL-Diagramme zu überwachen, Aktivitätendetails einzusehen und Server-Logs abzurufen.

### Java CAPS 6
2008 wurde Java CAPS 6 mit NetBeans 6.1, GlassFish v2 und OpenESB v2 veröffentlicht.
Gegenüber Java CAPS 5.1.x brachte die neue Version einige neue Funktionen:
- Als IDE wird NetBeans 6.1 genutzt. Es gibt Plugins für die standard Java CAPS 5.1.3 Editoren, eine verbesserte Project View, Editoren für Java Collaboration Definition, BPEL, und weiteres.
- Als Laufzeitumgebung kommt Sun Java System Application Server 9.1 (basierend auf GlassFish v2) zum Einsatz. Dadurch wird auch Java EE unterstützt.
- Unterstützung für Java Business Integration (JBI). JBI kennt zwei Arten von Komponenten: Binding Components und Service Engines.[8] Der Sun Java System Application Server unterstützt sowohl JBI als auch Java EE. Die JBI-Bridge ermöglicht die Interoperabilität zwischen JBI und Java EE.
- Unterstützte Messaging Server: Sun SeeBeyond JMS IQ Manager (stcms), Sun Java Message Service Grid und Sun Java MQ 4.1.
- Und mehr

2009 erschien Java CAPS 6.2 mit NetBeans IDE 6.5.1 und GlassFish Enterprise Server 2.1 patch 2. Diese Version führte auch den Adapter für HL7 messaging ein.
2010 wurde Sun Microsystems von der Oracle Corporation aufgekauft. 2011 veröffentlichte Oracle Java CAPS 6.3 mit NetBeans IDE 6.9 und GlassFish Enterprise Server 2.1.1.

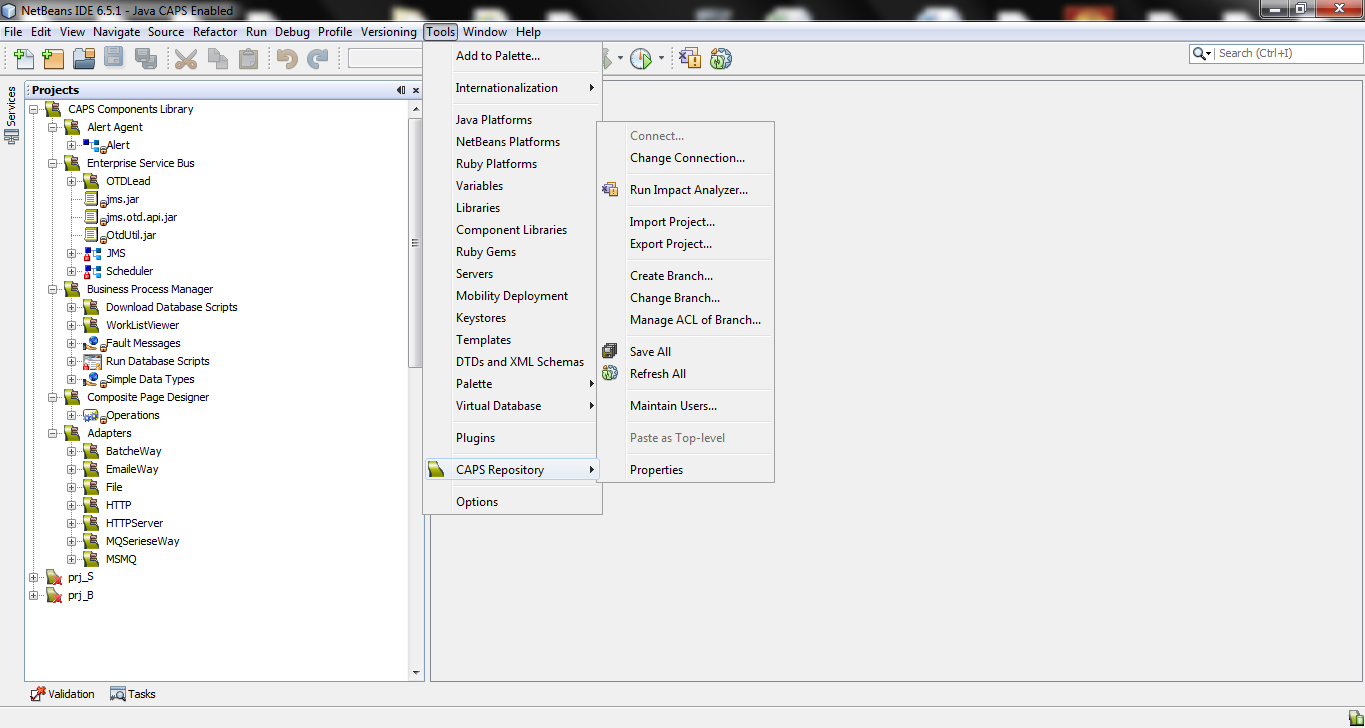
Java CAPS Projekte, Komponentenbibliothek und Repository in NetBeans
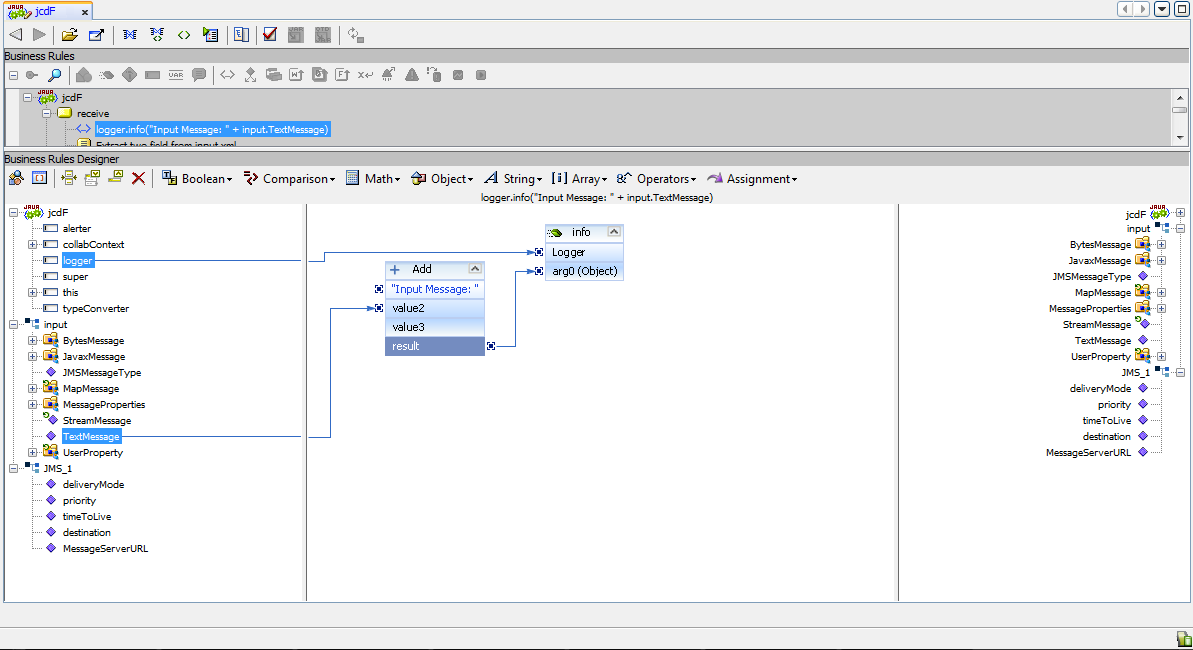
Enterprise Designer und Business Rules Designer
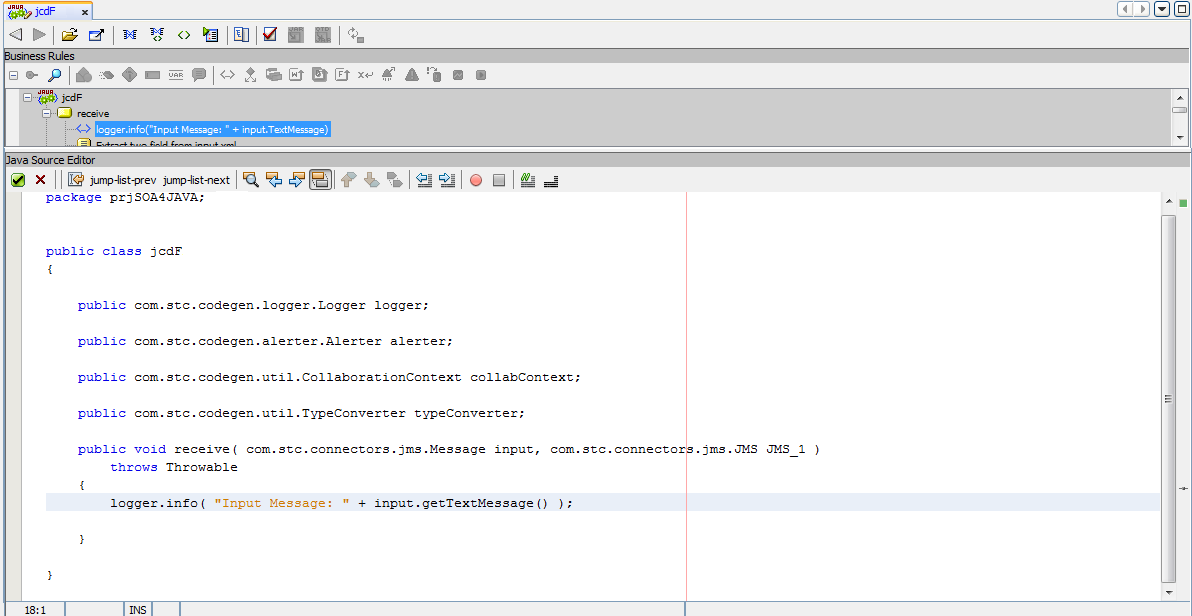
Java Quellcode-Editor im Enterprise Designer
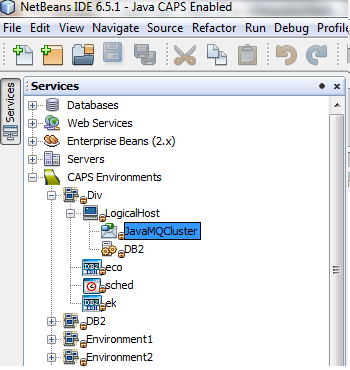
Java CAPS Logical Hosts und andere Komponenten in NetBeans
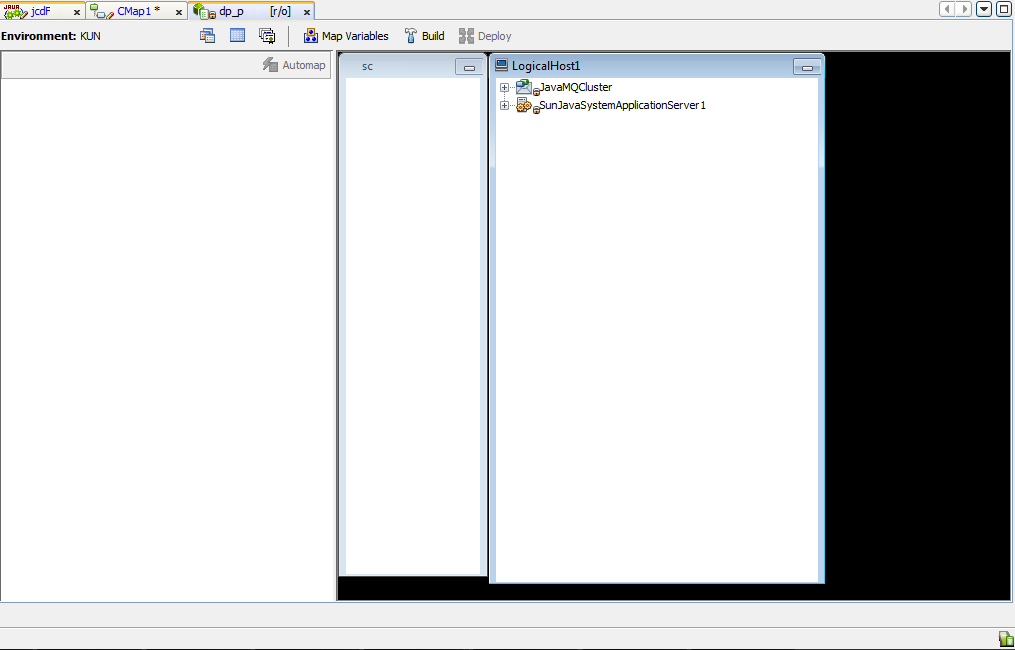
Java CAPS Deployment-Profil
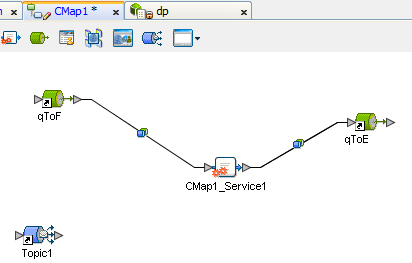
Java CAPS Connectivity-Map

## Zukunft von Java CAPS
Nach der Übernahme der SOA-Produkte von Sun zu Oracle wurden deren Funktionen in die SOA-Produkte von Oracle integriert. Oracle bietet Werkzeuge an, welche bei der Umstellung von Java CAPS-Projekten auf die Oracle SOA Suite helfen sollen. Der „Premier Support“ von Java CAPS 6.3 wurde bis April 2016 verlängert. Oracle bewirbt das Produkt nicht mehr und rät Nutzern auf Oracle SOA Suite umzusteigen.
OpenESB ist eine quelloffene Version von Java CAPS.